# جزیره آستین
جزیره آستین (به انگلیسی: Austin Island) جزیره‌ای از جزایر شمالگان کانادا در قلمرو نوناووت، کانادا است. این جزیره در غرب خلیج هادسون واقع شده است.